# Consejo Nacional de Gobierno

El Consejo Nacional de Gobierno fue el Poder ejecutivo colegiado de la República Oriental del Uruguay entre 1952 y 1967. Establecido por la Constitución de 1952 y sustiuido por la Constitución de 1967.

## Antecedentes
Si bien fue una experiencia inédita en América Latina, de un poder ejecutivo colegiado salvo en los primeros años de la independencia, en Uruguay no era el caso. Los antecedentes históricos inmediatos están en el Consejo Nacional de Administración creado por la Constitución de 1918 que funcionó hasta 1933 junto con el Presidente de la República. A diferencia de aquel, el Consejo Nacional de Gobierno sigue la idea de José Batlle y Ordóñez en cuanto a un ejecutivo íntegramente colegiado.
Los integrantes del primer Consejo Nacional de Gobierno, que completó los tres años que restaban del mandato del presidente Andrés Martínez Trueba, fueron elegidos excepcionalmente, en 1952, por el Parlamento, ya que así lo habilitaba una disposición transitoria de la nueva Constitución. Martínez Trueba, que había aceptado la interrupción de su período presidencial, ocupó la Presidencia del Consejo durante todo el trienio 1952-1955.
Los actos eleccionarios se efectuaban en el mes de  noviembre, y en los años: 1954, 1958 y 1962.

## Composición
Estuvo compuesto por 9 consejeros electos en forma directa por 4 años, sin reelección inmediata. Al lema más votado le correspondían 6 consejeros y 3 al que le seguía. El Presidente del Consejo se designaba rotativamente en forma anual entre los miembros del lema más votado y por orden de su ubicación en la lista en forma decreciente.
Las atribuciones del Consejo Nacional de Gobierno fueron:
- Designar y destituir a los Ministros de Estado.
- Encargado del Poder Ejecutivo de la República que ejerce con el concurso del o los ministros en los casos que corresponda

## Ministerios
En sus quince años de permanencia, el ejecutivo colegiado por nueve secretarias de estado. 
- Ministerio de Interior
- Ministerio de Hacienda
- Ministerio de Defensa
- Ministerio de Instrucción Pública y Previsión Social
- Ministerio de Industria y Trabajo
- Ministerio de Ganadería
- Ministerio de Relaciones Exteriores de Uruguay
- Ministerio de Transporte y Obras Públicas
- Ministerio de Salud Pública

## Presidencia

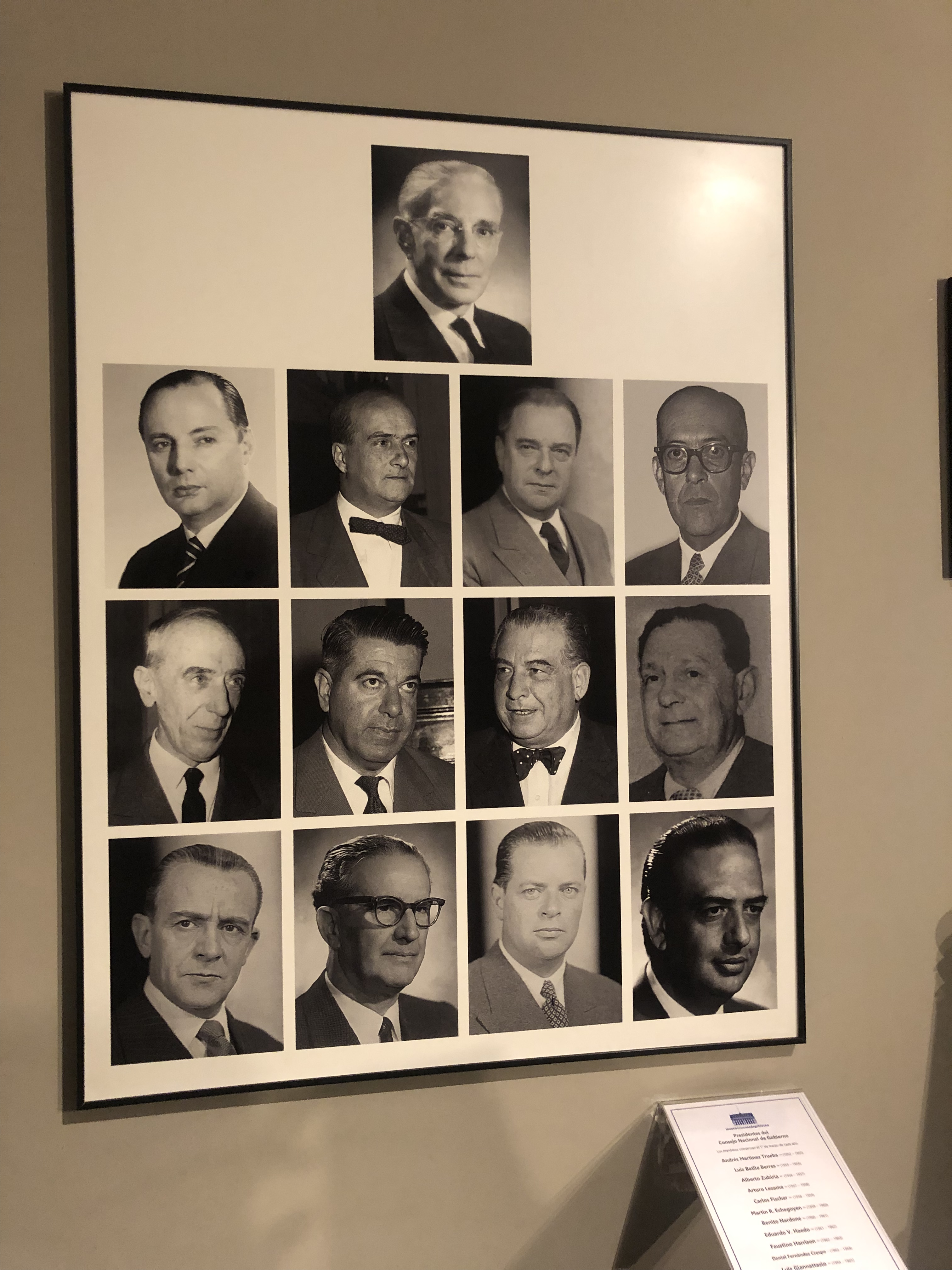
Presidentes del Consejo Nacional de Gobierno en el Museo de la Casa de Gobierno del Palacio Estévez.

El Consejo Nacional de Gobierno era presidido de manera anual por los consejeros con mayorías.

## Periodos

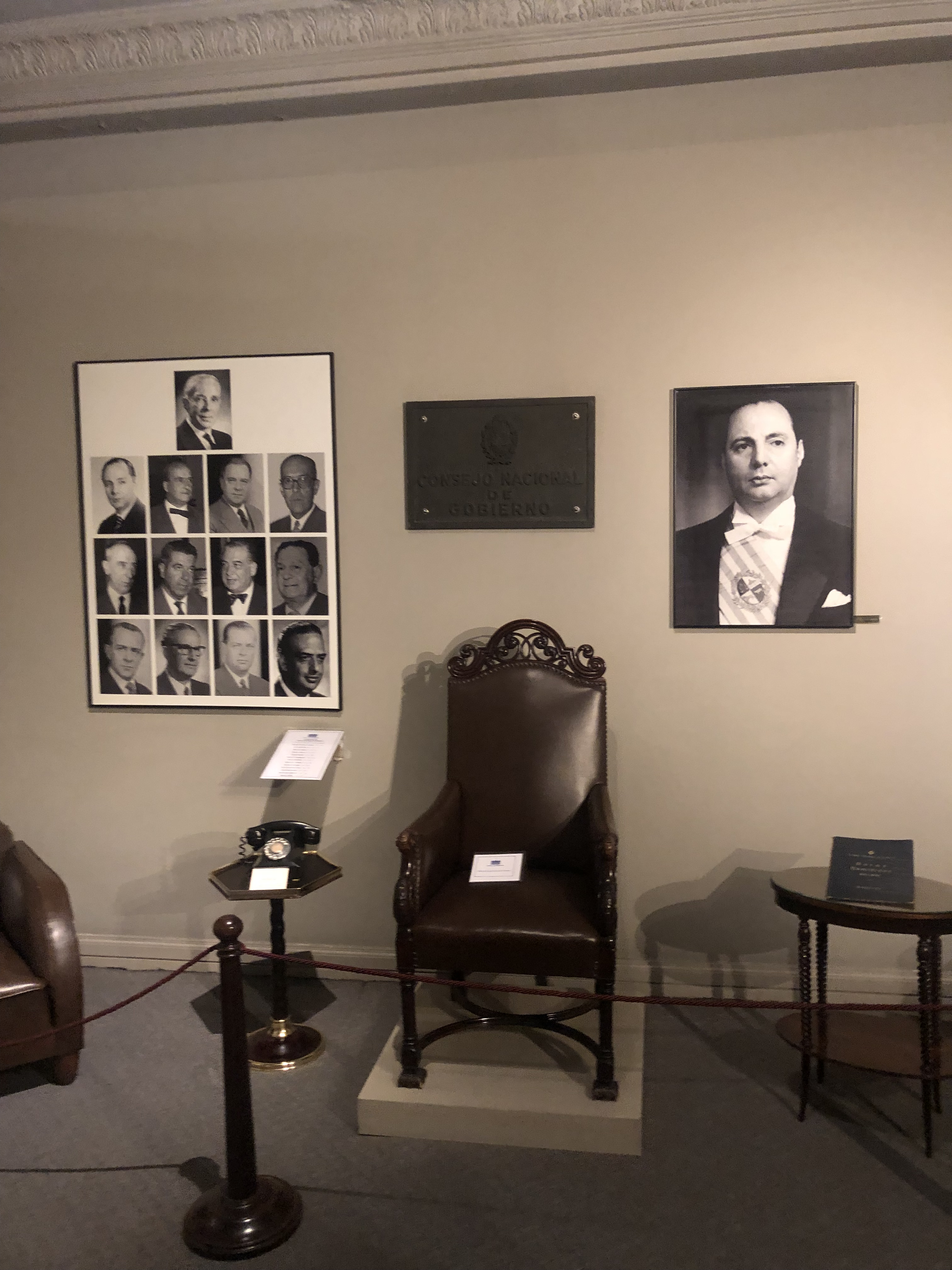
Parte del mobiliario utilizado por los miembros del Consejo Nacional de Gobierno en el Palacio Estévez.

- Consejo Nacional de Gobierno 1952-1955
- Consejo Nacional de Gobierno 1955-1959
- Consejo Nacional de Gobierno 1959-1963
- Consejo Nacional de Gobierno 1963-1967

## Disolución
El 15 de febrero de 1967, con el inicio la nueva legislatura entró en vigor la  Constitución de 1967, la cual suprimió el Consejo de Gobierno y restauró el presidencialismo.  
Tras la promulgación de la nueva carta magna,  se mantuvieron  los cargo de Presidente y Vicepresidente de la República. La formula presidencial que resultó electa en los comicios de 1966, asumieron como tales el 1 de marzo de 1967. 
| Predecesor: Presidente de la República (Constitución 1942) | Consejo Nacional de Gobierno (ejecutivo colegiado) 1952 - 1967 | Sucesor: Presidente de la República (Constitución 1967) |